# Comuna Kardașivka, Ohtîrka
Kardașivka (în ucraineană Кардашівка) este o comună în raionul Ohtîrka, regiunea Sumî, Ucraina, formată din satele Buimerivka, Hai-Moșenka, Kardașivka (reședința), Mîhailenkove, Moșenka și Pidloziivka.

## Demografie
Componența lingvistică a comunei Kardașivka
     Ucraineană (94,78%)
     Rusă (3,68%)
     Alte limbi (1,41%)
Conform recensământului din 2001, majoritatea populației comunei Kardașivka era vorbitoare de ucraineană (94,78%), existând în minoritate și vorbitori de rusă (3,68%).